# Arquidiócesis de Arusha
La arquidiócesis de Arusha (en latín: Archidioecesis Arushaën(sis), en inglés: Roman Catholic Archdiocese of Arusha y en suajili: Jimbo Kuu la Arusha) es una circunscripción eclesiástica latina de la Iglesia católica en Tanzania, sede metropolitana de la provincia eclesiástica de Arusha. La arquidiócesis tiene al arzobispo Isaac Amani Massawe como su ordinario desde el 27 de diciembre de 2017.

## Territorio y organización
La arquidiócesis tiene 67 340 km² y extiende su jurisdicción sobre los fieles católicos de rito latino residentes en la región de Arusha y en la parte oriental de la región de Manyara.
La sede de la arquidiócesis se encuentra en la ciudad de Arusha, en donde se halla la Catedral de Santa Teresa.
La arquidiócesis tiene como sufragáneas a las diócesis de: Mbulu, Moshi y Same.
En 2020 en la arquidiócesis existían 55 parroquias.

## Historia
La diócesis de Arusha fue erigida el 1 de marzo de 1963 con la bula Christi mandata por el papa Juan XXIII, obteniendo el territorio de la diócesis de Moshi. Originalmente era sufragánea de la arquidiócesis de Dar es-Salam.
El 16 de marzo de 1999 fue elevada al rango de arquidiócesis metropolitana.

## Estadísticas
De acuerdo al Anuario Pontificio 2021 la arquidiócesis tenía a fines de 2020 un total de 587 480 fieles bautizados.
| Año                                                                             | Población            | Población | Población      | Sacerdotes | Sacerdotes    | Sacerdotes    | Bautizados por sacerdote | Diáconos permanentes | Religiosos | Religiosos | Parroquias |
| Año                                                                             | Bautizados católicos | Total     | % de católicos | Total      | Clero secular | Clero regular | Bautizados por sacerdote | Diáconos permanentes | Varones    | Mujeres    | Parroquias |
| ------------------------------------------------------------------------------- | -------------------- | --------- | -------------- | ---------- | ------------- | ------------- | ------------------------ | -------------------- | ---------- | ---------- | ---------- |
| 1969                                                                            | 12 350               | 312 332   | 4.0            | 20         | 1             | 19            | 617                      |                      | 23         | 4          | 10         |
| 1980                                                                            | 36 000               | 524 000   | 6.9            | 34         | 6             | 28            | 1058                     |                      | 33         | 18         | 14         |
| 1988                                                                            | 68 551               | 735 195   | 9.3            | 56         | 23            | 33            | 1224                     |                      | 77         | 85         | 27         |
| 1999                                                                            | 89 250               | 855 554   | 10.4           | 85         | 30            | 55            | 1050                     |                      | 228        | 99         | 26         |
| 2000                                                                            | 104 451              | 1 001 854 | 10.4           | 86         | 31            | 55            | 1214                     |                      | 228        | 99         | 26         |
| 2001                                                                            | 143 363              | 1 179 342 | 12.2           | 106        | 28            | 78            | 1352                     |                      | 249        | 123        | 27         |
| 2002                                                                            | 147 316              | 1 212 280 | 12.2           | 97         | 34            | 63            | 1518                     |                      | 203        | 132        | 28         |
| 2003                                                                            | 158 876              | 1 408 972 | 11.3           | 109        | 38            | 71            | 1457                     |                      | 276        | 142        | 28         |
| 2004                                                                            | 170 436              | 1 605 664 | 10.6           | 110        | 42            | 68            | 1549                     |                      | 246        | 140        | 28         |
| 2006                                                                            | 193 446              | 1 705 687 | 11.3           | 86         | 42            | 44            | 2249                     |                      | 149        | 129        | 30         |
| 2012                                                                            | 496 953              | 2 296 774 | 21.6           | 127        | 48            | 79            | 3913                     |                      | 213        | 298        | 43         |
| 2015                                                                            | 536 993              | 2 707 220 | 19.8           | 121        | 40            | 81            | 4437                     |                      | 209        | 451        | 44         |
| 2018                                                                            | 555 220              | 2 781 240 | 20.0           | 137        | 58            | 79            | 4052                     |                      | 203        | 298        | 54         |
| 2020                                                                            | 587 480              | 2 942 810 | 20.0           | 139        | 60            | 79            | 4226                     |                      | 191        | 298        | 55         |
| Fuente: Catholic-Hierarchy, que a su vez toma los datos del Anuario Pontificio. |                      |           |                |            |               |               |                          |                      |            |            |            |

## Episcopologio
- Dennis Vincent Durning, C.S.Sp. † (1 de marzo de 1963-6 de marzo de 1989 renunció)
- Fortunatus Musyeto Lukanima † (6 de marzo de 1989-20 de julio de 1998 renunció)
- Josaphat Louis Lebulu (28 de noviembre de 1998-27 de diciembre de 2017 retirado)
- Isaac Amani Massawe, desde el 27 de diciembre de 2017